# NGC 1409

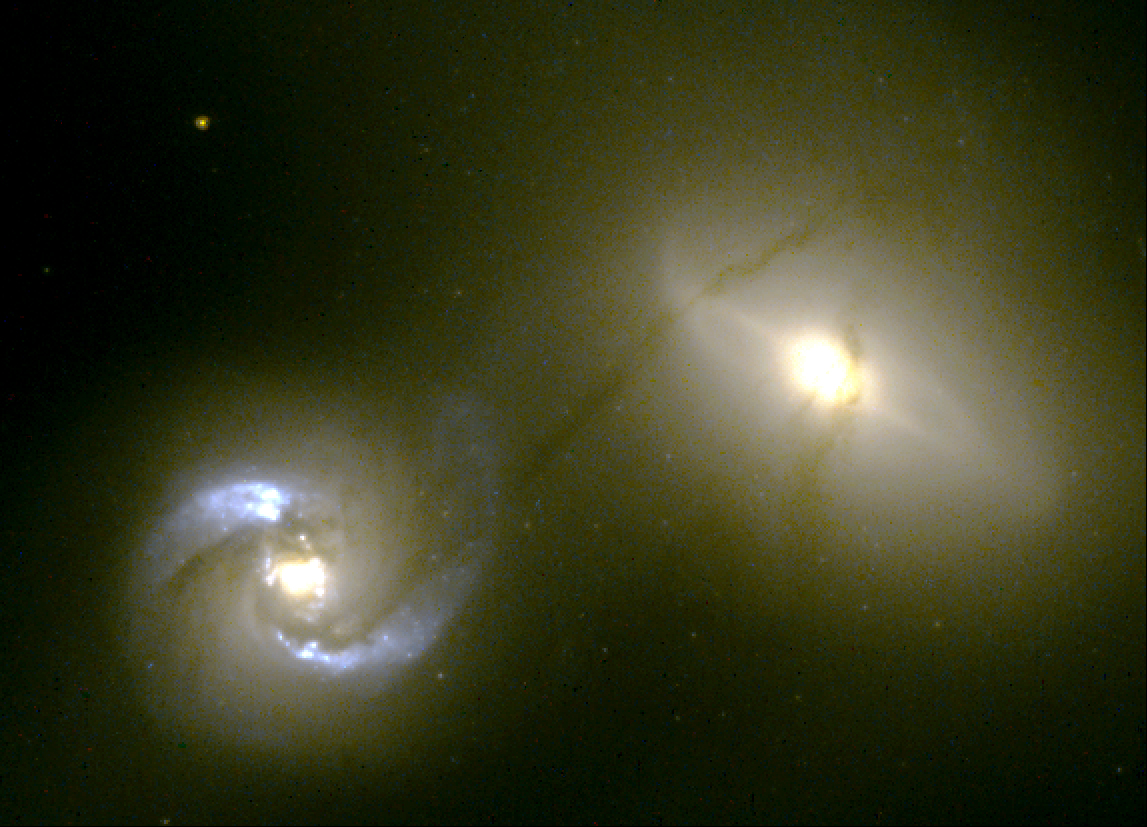
صورة من تلسكوب هابل الفضائي للمجرة إن جي سي 1410 (إلى اليسار) والمجرة إن جي سي 1409 (إلى اليمين). مستعارة من :ناسا/ايسو.

NGC 1409

مجرتي 1409 أو إن جي سي 1409 (بالإنجليزية: NGC 1409 ) هي مجرة تتفاعل مع مجرة مجاورة لها تسمى إن جي سي 1410 وتوجدان في كوكبة الثور.
قام تلسكوب هابل الفضائي بالتقات صورة تلك المجرتين المتفاعلاتان مع بعضهما البعض، وتُرى تأثير قوى مد وجزر المجرات بينهما .

## خصائص المجرة إن جي سي 1409
- نوع المجرة: SAB pec [3]
- مطلع مستقيم = |3 الساعة|41 دقيقة | 10.4 ثانية [3]
- ميل = |-1|18|9[3]
- dist_ly =
- انزياح أحمر = 7750 ± 40 كيلومتر في الثانية[3]
- قدر ظاهري = 15.4[3]
- اتساعها = 1′.0 × 0′.8[3]

## وصلات خارجية
- NGC 1409 at Hubblesite.com

## اقرأ أيضا
- ثابت الجاذبية
- يوهانز كبلر
- مجرتي الفئران
- مجرة حلزونية
- حوصلة مجرة
- ذراع حامل رأس الغول